# Zambiafrankolin
Zambiafrankolin (Scleroptila whytei) är en fågel i familjen fasanfåglar inom ordningen hönsfåglar.

## Utbredning och systematik
Fågeln återfinns i Afrika i sydöstra Demokratiska republiken Kongo, Zambia och norra Malawi. Den kategoriserades tidigare som underart till miombofrankolin (Scleroptila shelleyi) men urskildes 2014 som egen art av BirdLife International, 2022 av tongivande eBird/Clements och 2023 av International Ornithological Congress.

## Status
IUCN kategoriserar den som livskraftig.

## Namn
Fågelns vetenskapliga artnamn hedrar Alexander Whyte (1834-1905), brittisk naturforskare anställd av brittiska staten i Nyasaland 1891-1897.